# Winklarn (Bawaria)
Winklarn – gmina targowa w Niemczech, w kraju związkowym Bawaria, w rejencji Górny Palatynat, w regionie Oberpfalz-Nord, w powiecie Schwandorf, wchodzi w skład wspólnoty administracyjnej Oberviechtach. Leży w Lesie Czeskim, około 30 km na północny wschód od Schwandorfu, przy drodze B22.

## Dzielnice
W skład gminy wchodzą następujące dzielnice: Muschenried, Haag, Pondorf, Schneeberg i Winklarn.

## Demografia
| Rok  | Liczba mieszk. |
| ---- | -------------- |
| 1970 | 1 530          |
| 1987 | 1 417          |
| 2000 | 1 454          |

## Współpraca
Miejscowość partnerska:
- Winklarn, Austria